# Whitney Smith
Whitney Smith (Arlington, 26 febbraio 1940 – Boston, 17 novembre 2016) è stato uno storico e disegnatore statunitense esperto di vessillologia.

Whitney Smith ha disegnato la bandiera della Guyana che venne adottata nel 1966. È anche conosciuta come The Golden Arrowhead (la punta di freccia dorata).

Smith è stato uno dei più eminenti vessillologi internazionali. Il termine "vessillologia", da lui introdotto nel 1958 nell'articolo Flags of the Arab World ("Bandiere del mondo arabo"), si riferisce allo studio accademico di tutti gli aspetti delle bandiere.

## Biografia
Smith ha conseguito il diploma d'arte all'Università di Harvard e la laurea e specializzazione all'Università di Boston. Fu istruttore e assistente professore di scienze politiche alla Boston University dal 1964 al 1970.
Nel 1961 Smith e il collega Gerhard Grahl fondarono The Flag Bulletin, il primo giornale al mondo sulle bandiere. L'anno seguente Smith costituì il "Flag Research Center" a Winchester nel Massachusetts. Egli continua a lavorare come direttore ed editore del bimestrale The Flag Bulletin.
Smith lavorò con Klaes Sierksma all'organizzazione del Primo congresso internazionale di vessillologia (Muiderberg, Paesi Bassi) nel 1965. A loro si unì Louis Mühlemann con il quale fondarono la Federazione internazionale associazioni vessillologiche (FIAV), che venne ufficialmente inaugurata nel 1969. Smith fondò inoltre la prima associazione americana di vessillologia, la North American Vexillological Association (NAVA) nel 1967.
Smith ha scritto 27 libri sulle bandiere, in particolare Flags Through the Ages and Across the World, The Flag Book of the United States e Flag Lore of all Nations. Smith ha inoltre disegnato la bandiera della Guyana e come vessillografo ha servito numerosi governi e associazioni. Nel 1981 Smith prese parte alla commissione che sviluppò la bandiera di Bonaire.
In suo onore è anche dedicato un premio annuale che la NAVA assegna a chi si è particolarmente distinto nella vessillologia.
È morto il 17 novembre 2016, all'età di 76 anni.